# کانتون لاس لاخاس

کانتون لاس لاخاس

کانتون لاس لاخاس (به اسپانیایی: Cantón Las Lajas) یک منطقهٔ مسکونی در اکوادور است که در استان ال اورو واقع شده‌است.